# Carmen Klaschka
Carmen Klaschka (* 8. Januar 1987 in München) ist eine ehemalige deutsche Tennisspielerin.

## Karriere
Klaschka, die Hartplätze bevorzugte, absolvierte im Februar 2011 bei einem ITF-Turnier in Großbritannien ihre letzte Partie auf der Damentour. 2009 nahm sie bei allen vier Grand-Slam-Turnieren in der Qualifikation teil.
Sie gewann in ihrer Karriere drei Einzel- und mit wechselnden Partnerinnen zehn Doppeltitel auf dem ITF Women’s Circuit. Mit dem 1. Salzburger TC wurde sie österreichische Mannschaftsmeisterin.
Seit 2012 wird Carmen Klaschka in den Weltranglisten nicht mehr geführt.

## Turniersiege

### Einzel
| Nr. | Datum            | Turnier   | Kategorie   | Belag             | Finalgegnerin   | Ergebnis         |
| --- | ---------------- | --------- | ----------- | ----------------- | --------------- | ---------------- |
| 1.  | 6. November 2005 | Stockholm | ITF $10.000 | Hartplatz (Halle) | Johanna Larsson | 6:3, 6:3         |
| 2.  | 5. November 2006 | Erding    | ITF $10.000 | Teppich (Halle)   | Julia Görges    | 6:4, 1:0 Aufgabe |
| 3.  | 24. August 2008  | Westende  | ITF $25.000 | Hartplatz         | Florence Haring | 4:6, 6:4, 6:4    |

### Doppel
| Nr. | Datum             | Turnier     | Kategorie   | Belag             | Partnerin       | Finalgegnerinnen                         | Ergebnis         |
| --- | ----------------- | ----------- | ----------- | ----------------- | --------------- | ---------------------------------------- | ---------------- |
| 1.  | 29. August 2004   | Bielefeld   | ITF $10.000 | Sand              | Sabine Klaschka | Christiane Hoppmann Madita Suer          | 6:3, 6:3         |
| 2.  | 17. Juli 2005     | Brüssel     | ITF $10.000 | Sand              | Iveta Gerlová   | Leslie Butkiewicz Caroline Maes          | 7:5, 6:2         |
| 3.  | 21. August 2005   | Koksijde    | ITF $10.000 | Sand              | Iveta Gerlová   | Jessie de Vries Samia Medjahdi           | 6:1, 6:0         |
| 4.  | 12. März 2006     | Sunderland  | ITF $10.000 | Hartplatz (Halle) | Korina Perkovic | Nadja Roma Piia Suomalainen              | 6:2, 6:3         |
| 5.  | 19. März 2006     | Rom         | ITF $10.000 | Sand              | Darija Jurak    | Gianna Doz Stefanie Haidner              | 6:2, 6:2         |
| 6.  | 16. Juli 2006     | Brüssel     | ITF $10.000 | Sand              | Iveta Gerlová   | Joana Cortez Aleksandra Srndovic         | 6:3, 6:2         |
| 7.  | 27. August 2006   | Bielefeld   | ITF $10.000 | Sand              | Justine Ozga    | Daniela Klemenschits Sandra Klemenschits | 6:71, 6:3, 6:3   |
| 8.  | 7. September 2008 | Maribor     | ITF $50.000 | Sand              | Andrea Petković | Kyra Nagy Nastassja Jakimawa             | 6:0, 2:6, [10:3] |
| 9.  | 29. November 2008 | Saint-Denis | ITF $25.000 | Hartplatz         | Laura Siegemund | Surina De Beer Tamaryn Hendler           | 6:3, 6:1         |
| 10. | 5. Juni 2010      | Brünn       | ITF $25.000 | Sand              | Laura Siegemund | Darja Kustawa Lessja Zurenko             | kampflos         |